# Château de Roissac
Le château de Roissac actuel, a été édifié à Roissac, commune d'Angeac-Champagne, près de Cognac en 1770.

## Historique
À cet emplacement ont existé une villa gallo-romaine puis un logis seigneurial du Moyen Âge.
Initialement relevant du comté d'Angoumois, la terre de Roissac était une seigneurie qui faisait partie, avec Marville et Gensac d'une transaction qui a eu lieu en 1231 entre les comtes d'Angoulême, en l'occurrence Hugues X de Lusignan et sa femme Isabelle, ex-reine d'Angleterre, et Itier II de Barbezieux, de Saintonge. Ce dernier renonçait aux droits sur la châtellenie de Merpins en échange de ceux sur ces trois seigneuries,.
Geoffroy Ier de La Rochefoucauld reçoit ces terres en héritage d'Agnès de Barbezieux. Elles passent ensuite par mariage à Pons de Pons, aux Mortemer, aux La Rochefoucauld, aux Lusignan.
Joseph de Beauchamp les achète et fait construire le château actuel en 1770.

## Architecture
En 1770 les restes de l'ancien château sont abattus pour construire le château actuel.
C'est un bâtiment rectangulaire imposant avec sur la façade une symétrie de deux portes et trois fenêtres, à l'étage cinq grandes fenêtres rectangulaires, un toit à la Mansart à deux ouvertures. Le toit est curieusement recouvert de tuiles et d'ardoises.
Les dépendances ont été remaniées au XIXe siècle.